# Dorika crofti
Dorika crofti är en fjärilsart som beskrevs av Pinh 1956. Dorika crofti ingår i släktet Dorika och familjen nattflyn. Inga underarter finns listade i Catalogue of Life.